# Southampton Football Club 2018-2019
Questa pagina raccoglie i dati riguardanti il Southampton Football Club nelle competizioni ufficiali della stagione 2018-2019.

## Rosa
| N. |                        | Ruolo | Calciatore          |
| -- | ---------------------- | ----- | ------------------- |
| 1  | Inghilterra (bandiera) | P     | Alex McCarthy       |
| 3  | Giappone (bandiera)    | D     | Maya Yoshida        |
| 4  | Danimarca (bandiera)   | D     | Jannik Vestergaard  |
| 5  | Inghilterra (bandiera) | D     | Jack Stephens       |
| 7  | Irlanda (bandiera)     | A     | Shane Long          |
| 9  | Inghilterra (bandiera) | A     | Danny Ings          |
| 10 | Inghilterra (bandiera) | A     | Charlie Austin      |
| 11 | Norvegia (bandiera)    | A     | Mohamed Elyounoussi |
| 14 | Spagna (bandiera)      | C     | Oriol Romeu         |
| 15 | Inghilterra (bandiera) | A     | Sam Gallagher       |
| 16 | Inghilterra (bandiera) | C     | James Ward-Prowse   |
| 17 | Scozia (bandiera)      | C     | Stuart Armstrong    |
| 18 | Gabon (bandiera)       | C     | Mario Lemina        |
| 21 | Inghilterra (bandiera) | D     | Ryan Bertrand       |
| 22 | Inghilterra (bandiera) | C     | Nathan Redmond      |

| N. |                        | Ruolo | Calciatore            |
| -- | ---------------------- | ----- | --------------------- |
| 23 | Danimarca (bandiera)   | C     | Pierre-Emile Højbjerg |
| 28 | Inghilterra (bandiera) | P     | Angus Gunn            |
| 32 | Inghilterra (bandiera) | D     | Alfie Jones           |
| 33 | Inghilterra (bandiera) | D     | Matthew Targett       |
| 35 | Polonia (bandiera)     | D     | Jan Bednarek          |
| 39 | Inghilterra (bandiera) | A     | Josh Sims             |
| 41 | Inghilterra (bandiera) | P     | Harry Lewis           |
| 43 | Francia (bandiera)     | D     | Yan Valery            |
| 44 | Inghilterra (bandiera) | P     | Fraser Forster        |
| 51 | Inghilterra (bandiera) | A     | Tyreke Johnson        |
| 55 | Inghilterra (bandiera) | C     | Callum Slattery       |
| 61 | Irlanda (bandiera)     | A     | Michael Obafemi       |
| 65 | Inghilterra (bandiera) | A     | Marcus Barnes         |
| 66 | Inghilterra (bandiera) | D     | Kayne Ramsay          |

## Organigramma societario
Area tecnica
- Allenatore: Ralph Hasenhüttl
- Allenatore in seconda: Mark Bowen, Kelvin Davis, Eddie Niedzwiecki, Danny Röhl
- Preparatore dei portieri: David Watson
- Preparatori atletici:

## Risultati

### Premier League

#### Girone di andata
| Southampton 12 agosto 2018, ore 13:30 WEST 1ª giornata | Southampton | 0 – 0 referto | Burnley | St Mary's Stadium (30 784 spett.)\| Arbitro: \| Scott \| |
| Arbitro:                                               | Scott       |               |         |                                                          |

| Arbitro: | Mason |

|                             |           |          |
| Walcott 15’ Richarlison 31’ | Marcatori | 54’ Ings |

| Arbitro: | Moss |

|              |           |                      |
| Bertrand 52’ | Marcatori | 56’ Gray 90’ Maguire |

| Arbitro: | Atkinson |

|  |           |                       |
|  | Marcatori | 47’ Ings 90’ Højbjerg |

| Arbitro: | Taylor |

|                              |           |                             |
| Højbjerg 35’ Ings 65’ (rig.) | Marcatori | 67’ Duffy 90’ (rig.) Murray |

| Arbitro: | Tierney |

|                                      |           |  |
| Hoedt 10’ (aut.) Matip 21’ Salah 45’ | Marcatori |  |

| Arbitro: | Attwell |

|                         |           |  |
| Cavaleiro 79’ Jonny 87’ | Marcatori |  |

| Arbitro: | Pawson |

|  |           |                                   |
|  | Marcatori | 30’ Hazard 57’ Barkley 90’ Morata |

| Bournemouth 20 ottobre 2018, ore 15:00 WEST 9ª giornata | Bournemouth | 0 – 0 referto | Southampton | Vitality Stadium (10 986 spett.)\| Arbitro: \| Probert \| |
| Arbitro:                                                | Probert     |               |             |                                                           |

| Southampton 27 ottobre 2018, ore 15:00 WEST 10ª giornata | Southampton | 0 – 0 referto | Newcastle Utd | St Mary's Stadium (30 736 spett.)\| Arbitro: \| Kavanagh \| |
| Arbitro:                                                 | Kavanagh    |               |               |                                                             |

| Arbitro: | Mason |

|                                                                 |           |                 |
| Hoedt 6’ (aut.) Agüero 12’ Silva 18’ Sterling 45’, 67’ Sané 90’ | Marcatori | 30’ (rig.) Ings |

| Arbitro: | Hooper |

|                |           |             |
| Gabbiadini 20’ | Marcatori | 82’ Holebas |

| Arbitro: | Oliver |

|                                |           |                    |
| Mitrović 33’, 63’ Schürrle 43’ | Marcatori | 18’, 53’ Armstrong |

| Arbitro: | Friend |

|                          |           |                        |
| Armstrong 13’ Soares 20’ | Marcatori | 33’ Lukaku 39’ Herrera |

| Arbitro: | Taylor |

|                           |           |            |
| Kane 9’ Lucas 51’ Son 55’ | Marcatori | 90’ Austin |

| Arbitro: | Moss |

|              |           |  |
| Paterson 74’ | Marcatori |  |

| Arbitro: | Kavanagh |

|                          |           |                     |
| Ings 20’, 44’ Austin 85’ | Marcatori | 28’, 53’ Mxit'aryan |

| Arbitro: | Attwell |

|             |           |                                         |
| Billing 58’ | Marcatori | 15’ Redmond 42’ (rig.) Ings 71’ Obafemi |

| Arbitro: | Pawson |

|             |           |                   |
| Redmond 50’ | Marcatori | 53’, 59’ Anderson |

#### Girone di ritorno
| Arbitro: | Tierney |

|              |           |                                             |
| Højbjerg 37’ | Marcatori | 10’ Silva 45’ (aut.) Ward-Prowse 45’ Agüero |

| Londra 2 gennaio 2019, ore 19:45 WET 21ª giornata | Chelsea | 0 – 0 referto | Southampton | Stamford Bridge (40 668 spett.)\| Arbitro: \| Moss \| |
| Arbitro:                                          | Moss    |               |             |                                                       |

| Arbitro: | Oliver |

|           |           |                                 |
| Ndidi 58’ | Marcatori | 11’ (rig.) Ward-Prowse 45’ Long |

| Arbitro: | Scott |

|                                  |           |                |
| Ward-Prowse 50’ Digne 64’ (aut.) | Marcatori | 90’ Sigurðsson |

| Arbitro: | Marriner |

|                 |           |          |
| Ward-Prowse 77’ | Marcatori | 41’ Zaha |

| Arbitro: | Taylor |

|                   |           |             |
| Barnes 90’ (rig.) | Marcatori | 55’ Redmond |

| Arbitro: | Atkinson |

|              |           |                      |
| Stephens 90’ | Marcatori | 69’ Bamba 90’ Zohoré |

| Arbitro: | Scott |

|                             |           |  |
| Lacazette 6’ Mxit'aryan 17’ | Marcatori |  |

| Arbitro: | Taylor |

|                           |           |  |
| Romeu 23’ Ward-Prowse 40’ | Marcatori |  |

| Arbitro: | Attwell |

|                             |           |                            |
| Pereira 53’ Lukaku 59’, 88’ | Marcatori | 26’ Valery 75’ Ward-Prowse |

| Arbitro: | Friend |

|                            |           |          |
| Valery 76’ Ward-Prowse 81’ | Marcatori | 26’ Kane |

| Arbitro: | Oliver |

|  |           |              |
|  | Marcatori | 53’ Højbjerg |

| Arbitro: | Tierney |

|         |           |                                   |
| Long 9’ | Marcatori | 36’ Keïta 80’ Salah 86’ Henderson |

| Arbitro: | Moss |

|                          |           |          |
| Redmond 2’, 30’ Long 71’ | Marcatori | 28’ Boly |

| Arbitro: | Taylor |

|                     |           |            |
| Pérez 27’, 31’, 86’ | Marcatori | 59’ Lemina |

| Arbitro: | Dean |

|          |           |         |
| Gray 90’ | Marcatori | 1’ Long |

| Arbitro: | Scott |

|                                      |           |                             |
| Long 12’ Ward-Prowse 55’ Targett 67’ | Marcatori | 20’ Gosling 32’, 86’ Wilson |

| Arbitro: | Attwell |

|                                    |           |  |
| Arnautović 16’, 69’ Fredericks 72’ | Marcatori |  |

| Arbitro: | Probert |

|             |           |               |
| Redmond 41’ | Marcatori | 55’ Pritchard |

### FA Cup
| Arbitro: | Langford |

|                           |           |                 |
| Marriott 58’ Lawrence 61’ | Marcatori | 4’, 48’ Redmond |

| Arbitro: | Taylor |

|                                         |                      |                                     |
| Armstrong 68’ Redmond 70’               | Marcatori            | 76’ Wilson 82’ Waghorn              |
| Ward-Prowse Redmond Vestergaard Targett | Tiri di rigore 3 – 5 | Waghorn Nugent Mount Lawrence Keogh |

### Coppa di Lega
| Arbitro: | Marriner |

|  |           |            |
|  | Marcatori | 88’ Austin |

| Arbitro: | Kavanagh |

|                                        |                      |                                    |
| Walcott 85’                            | Marcatori            | 44’ Ings                           |
| Baines Tosun Richarlison Zouma Walcott | Tiri di rigore 3 – 4 | Ings Davis Højbjerg Targett Soares |

| Arbitro: | East |

|                                           |                      |                                                      |
| Fuchs Albrighton Söyüncü Gray Vardy Mendy | Tiri di rigore 6 – 5 | Davis Højbjerg Redmond Vestergaard Soares Gabbiadini |

## Statistiche

### Statistiche di squadra
| Competizione   | Punti | In casa | In casa | In casa | In casa | In casa | In casa | In trasferta | In trasferta | In trasferta | In trasferta | In trasferta | In trasferta | Totale | Totale | Totale | Totale | Totale | Totale | DR  |
| Competizione   | Punti | G       | V       | N       | P       | Gf      | Gs      | G            | V            | N            | P            | Gf           | Gs           | G      | V      | N      | P      | Gf     | Gs     | DR  |
| -------------- | ----- | ------- | ------- | ------- | ------- | ------- | ------- | ------------ | ------------ | ------------ | ------------ | ------------ | ------------ | ------ | ------ | ------ | ------ | ------ | ------ | --- |
| Premier League | 39    | 19      | 5       | 8       | 6       | 27      | 30      | 19           | 4            | 4            | 11           | 18           | 35           | 38     | 9      | 12     | 17     | 45     | 65     | -20 |
| FA Cup         | -     | 1       | 0       | 1       | 0       | 2       | 2       | 1            | 0            | 1            | 0            | 2            | 2            | 2      | 0      | 2      | 0      | 4      | 4      | 0   |
| Coppa di Lega  | -     | 0       | 0       | 0       | 0       | 0       | 0       | 3            | 1            | 2            | 0            | 2            | 1            | 3      | 1      | 2      | 0      | 2      | 1      | +1  |
| Totale         | -     | 20      | 5       | 9       | 6       | 29      | 32      | 23           | 5            | 7            | 11           | 22           | 38           | 43     | 10     | 16     | 17     | 51     | 70     | -19 |

### Andamento in campionato
| Giornata  | 1  | 2  | 3  | 4  | 5  | 6  | 7  | 8  | 9  | 10 | 11 | 12 | 13 | 14 | 15 | 16 | 17 | 18 | 19 | 20 | 21 | 22 | 23 | 24 | 25 | 26 | 27 | 28 | 29 | 30 | 31 | 32 | 33 | 34 | 35 | 36 | 37 | 38 |
| --------- | -- | -- | -- | -- | -- | -- | -- | -- | -- | -- | -- | -- | -- | -- | -- | -- | -- | -- | -- | -- | -- | -- | -- | -- | -- | -- | -- | -- | -- | -- | -- | -- | -- | -- | -- | -- | -- | -- |
| Luogo     | C  | T  | C  | T  | C  | T  | T  | C  | T  | C  | T  | C  | T  | C  | T  | T  | C  | T  | C  | C  | T  | T  | C  | C  | T  | C  | T  | C  | T  | C  | T  | C  | C  | T  | T  | C  | T  | C  |
| Risultato | N  | P  | P  | V  | N  | P  | P  | P  | N  | N  | P  | N  | P  | N  | P  | P  | V  | V  | P  | P  | N  | V  | V  | N  | N  | P  | P  | V  | P  | V  | V  | P  | V  | P  | N  | N  | P  | N  |
| Posizione | 11 | 12 | 16 | 12 | 13 | 14 | 16 | 16 | 16 | 16 | 16 | 17 | 18 | 18 | 18 | 19 | 17 | 16 | 16 | 17 | 18 | 16 | 15 | 16 | 16 | 18 | 18 | 17 | 17 | 16 | 16 | 15 | 16 | 16 | 16 | 16 | 16 | 16 |

Legenda:

Luogo: C = Casa; T = Trasferta. Risultato: V = Vittoria; N = Pareggio; P = Sconfitta.

### Statistiche dei giocatori
| Giocatore      | Premier League | Premier League | Premier League | Premier League | FA Cup   | FA Cup | FA Cup      | FA Cup     | Coppa di Lega | Coppa di Lega | Coppa di Lega | Coppa di Lega | Totale   | Totale | Totale      | Totale     |
| Giocatore      | Presenze       | Reti           | Ammonizioni    | Espulsioni     | Presenze | Reti   | Ammonizioni | Espulsioni | Presenze      | Reti          | Ammonizioni   | Espulsioni    | Presenze | Reti   | Ammonizioni | Espulsioni |
| -------------- | -------------- | -------------- | -------------- | -------------- | -------- | ------ | ----------- | ---------- | ------------- | ------------- | ------------- | ------------- | -------- | ------ | ----------- | ---------- |
| F. Forster     | 1              | 0              | 0              | 0              | -        | -      | -           | -          | -             | -             | -             | -             | 1        | 0      | 0           | 0          |
| A. Gunn        | 12             | 0              | 0              | 0              | 2        | 0      | 0           | 0          | 3             | 0             | 0             | 0             | 17       | 0      | 0           | 0          |
| H. Lewis       | -              | -              | -              | -              | -        | -      | -           | -          | -             | -             | -             | -             | -        | -      | -           | -          |
| A. McCarthy    | 25             | 0              | 1              | 0              | -        | -      | -           | -          | -             | -             | -             | -             | 25       | 0      | 1           | 0          |
| J. Bednarek    | 25             | 0              | 7              | 0              | -        | -      | -           | -          | 2             | 0             | 2             | 0             | 27       | 0      | 9           | 0          |
| R. Bertrand    | 24             | 1              | 8              | 0              | -        | -      | -           | -          | -             | -             | -             | -             | 24       | 1      | 8           | 0          |
| A. Jones       | -              | -              | -              | -              | -        | -      | -           | -          | -             | -             | -             | -             | -        | -      | -           | -          |
| K. Ramsay      | 1              | 0              | 0              | 0              | 1        | 0      | 0           | 0          | -             | -             | -             | -             | 2        | 0      | 0           | 0          |
| J. Stephens    | 24             | 1              | 4              | 0              | 2        | 0      | 0           | 0          | 3             | 0             | 0             | 0             | 29       | 1      | 4           | 0          |
| M. Targett     | 16             | 1              | 2              | 0              | 2        | 0      | 0           | 0          | 3             | 0             | 0             | 0             | 21       | 1      | 2           | 0          |
| Y. Valery      | 23             | 2              | 3              | 1              | -        | -      | -           | -          | 1             | 0             | 0             | 0             | 24       | 2      | 3           | 1          |
| J. Vestergaard | 23             | 0              | 2              | 0              | 2        | 0      | 0           | 0          | 1             | 0             | 0             | 0             | 26       | 0      | 2           | 0          |
| M. Yoshida     | 17             | 0              | 0              | 0              | -        | -      | -           | -          | 3             | 0             | 0             | 0             | 20       | 0      | 0           | 0          |
| S. Armstrong   | 29             | 3              | 2              | 0              | 1        | 1      | 0           | 0          | 2             | 0             | 0             | 0             | 32       | 4      | 2           | 0          |
| P. Højbjerg    | 31             | 4              | 7              | 2              | -        | -      | -           | -          | 2             | 0             | 0             | 0             | 33       | 4      | 7           | 2          |
| M. Lemina      | 21             | 1              | 5              | 0              | -        | -      | -           | -          | 2             | 0             | 0             | 0             | 23       | 1      | 5           | 0          |
| O. Romeu       | 31             | 1              | 11             | 0              | 1        | 0      | 0           | 0          | 1             | 0             | 0             | 0             | 33       | 1      | 11          | 0          |
| N. Redmond     | 38             | 6              | 3              | 0              | 2        | 3      | 0           | 0          | 3             | 0             | 0             | 0             | 43       | 9      | 3           | 0          |
| C. Slattery    | 3              | 0              | 0              | 0              | 2        | 0      | 0           | 0          | -             | -             | -             | -             | 5        | 0      | 0           | 0          |
| J. Ward-Prowse | 26             | 7              | 4              | 0              | 2        | 0      | 0           | 0          | 1             | 0             | 0             | 0             | 29       | 7      | 4           | 0          |
| C. Austin      | 25             | 2              | 1              | 0              | 1        | 0      | 0           | 0          | 1             | 1             | 0             | 0             | 27       | 3      | 1           | 0          |
| M. Barnes      | -              | -              | -              | -              | 1        | 0      | 0           | 0          | -             | -             | -             | -             | 1        | 0      | 0           | 0          |
| M. Elyounoussi | 16             | 0              | 0              | 0              | 2        | 0      | 1           | 0          | 1             | 0             | 0             | 0             | 19       | 0      | 1           | 0          |
| S. Gallagher   | 4              | 0              | 0              | 0              | 1        | 0      | 0           | 0          | 1             | 0             | 0             | 0             | 6        | 0      | 0           | 0          |
| D. Ings        | 24             | 7              | 1              | 0              | -        | -      | -           | -          | 1             | 1             | 0             | 0             | 25       | 8      | 1           | 0          |
| T. Johnson     | 1              | 0              | 0              | 0              | 2        | 0      | 1           | 0          | -             | -             | -             | -             | 3        | 0      | 1           | 0          |
| S. Long        | 26             | 5              | 3              | 0              | 2        | 0      | 0           | 0          | -             | -             | -             | -             | 28       | 5      | 3           | 0          |
| M. Obafemi     | 6              | 1              | 1              | 0              | -        | -      | -           | -          | 1             | 0             | 0             | 0             | 7        | 1      | 1           | 0          |
| J. Sims        | 7              | 0              | 0              | 0              | -        | -      | -           | -          | -             | -             | -             | -             | 7        | 0      | 0           | 0          |
| C. Soares      | 18             | 1              | 4              | 0              | 2        | 0      | 1           | 0          | 2             | 0             | 0             | 0             | 22       | 1      | 5           | 0          |
| S. Davis       | 3              | 0              | 0              | 0              | -        | -      | -           | -          | 3             | 0             | 1             | 0             | 6        | 0      | 1           | 0          |
| M. Gabbiadini  | 12             | 1              | 0              | 0              | -        | -      | -           | -          | 3             | 0             | 0             | 0             | 15       | 1      | 0           | 0          |
| W. Hoedt       | 13             | 0              | 2              | 0              | -        | -      | -           | -          | -             | -             | -             | -             | 13       | 0      | 2           | 0          |